# Ivy Dickens
Ivy Dickens (também conhecida como Charlotte "Charlie" Rhodes) é uma personagem fictícia que aparece exclusivamente na série de TV Gossip Girl, interpretada por Kaylee DeFer. Ivy não é citada nos livros, sendo criada exclusivamente pelos produtores do programa de televisão.
Ela primeiramente aparece na quarta temporada, no episódio "The Kids Stay in the Picture", como a prima desaparecida de Serena, Charlie Rhodes, conhecendo Serena que a aparesenta para o mundo do Upper East Side. No final da quarta temporada, "The Wrong Goodbye", é revelada que sua verdadeira identidade é Ivy Dickens, uma atriz contratada por Carol Rhodes para substituir sua filha para ter acesso à fortuna de Charlie. A partir da quinta temporada, DeFer se torna parte do elenco principal e fixo da série. A personagem Charlie, ou Ivy, tem uma doença condicional, o Tourettes. Visto pela primeira vez no episódio 20 da quarta temporada.